# Tromsdalen
Tromsdalen (nordsamiska: Sálašvággi, Romssavággi) är en av stadsdelarna i staden Tromsø i norra Norge. Tromsdalen ligger på fastlandet, mittemot stadens, på Tromsøya, belägna centrum. Tromsdalen utgör en separat tätort (16 787 invånare 2017). I stadsdelen ligger kyrkan Ishavskatedralen.
Tromsdalen är även namnet på dalen mellan Fløya och Tomasjordfjellet. I dalens förlängning ligger Tromsdalstinden (1238 meter över havet), som är den högsta bergstoppen som kan ses från Tromsø.
Från Tromsdalen går det både bro, Tromsøbrua, och tunnel, Tromsøysundtunnelen, över till själva ön Tromsøya. I Tromsdalen finns en linbana som går upp till Storstenen på Fløyfjellet, 421 m ö.h. Tromsdalsälven rinner också genom dalen och ut i sundet, strax norr om Ishavskatedralen.
I Tromsdalen ligger också TUIL Arena, där stadsdelens fotbollslag, TUIL (Tromsdalen Ungdoms og Idrettslag), spelar sina matcher. I Tromsdalen ligger också Tromsdalen konstisbane, som använda av Tromsø skøyteklubb (skridskor). Här arrangerades VM på skridskor,sprint, 1990.. I Kroken, som ligger i norra delen av Tromsdalen, ligger Tromsø Alpinsenter, med några backar och liftar.   
Orten utgjorde tidigare centralort i dåvarande Tromsøysunds kommun.